# Andrena pertristis
Andrena pertristis är en biart som beskrevs av Cockerell 1905. Andrena pertristis ingår i släktet sandbin, och familjen grävbin.

## Underarter
Arten delas in i följande underarter:
- A. p. carliniformis
- A. p. pertristis